# Platja de La Espasa
El Riu Carrandi, o Espasa, desemboca a la platja i divideix els termes municipals de Caravia i Colunga, a Astúries, per la qual cosa un trosset de platja correspon al concejo de Colunga i la resta al de Caravia. Amb la marea baixa, aquesta platja queda unida amb la Platja de La Isla, amb la qual comparteix serveis. També en baixamar pot accedir-se a la Platja de El Pozo de las Pipas i de El Barrigón; i en ocasions excepcionals, fins i tot es pot passar a la Platja de El Viso.

## Característiques
- Longitud: 1.200 metres, dels quals, els últims 75 corresponen a la platja coneguda com El Pozo de las Pipas, de la qual la separa un promontori rocós.[1]
- Entorn residencial.
- Accessos rodats.
- Aparcament.
- Passeig litoral.

## Serveis
- aparcament
- dutxes
- servei socorristes diari
- restaurants i quiosquets
- escola de surf

Els seus serveis són compartits amb els de La Isla.

## El camí de Sant Jaume
El pelegrí de la Ruta de la Costa del Camí de Sant Jaume, entra en Colunga pel pont que travessa aquest riu (antigament de pedra, els fonaments del qual afloren en els dies de grans marees). Des d'aquí i després de travessar els nuclis de població de: Venda de La Espasa (antic hostalatge de pelegrins), El Barrigón, Bueño, Covián, Colunga, Solriberu, La Calzada, El Terrerón, Ería de San Vicente, Venta Peón, Conlledo, Cruz de Beldreu, Pernús, Vega i La Llera, el pelegrí entra en el municipi de Villaviciosa.
En la localitat de La Isla es troba l'alberg de pelegrins.